# Frostenden
Frostenden – wieś i civil parish w Anglii, w hrabstwie Suffolk, w dystrykcie East Suffolk. Leży 48 km na północny wschód od miasta Ipswich i 155 km na północny wschód od Londynu. W 2011 roku civil parish liczyła 167 mieszkańców. Frostenden jest wspomniana w Domesday Book (1086) jako Froxedena.